# Cuphea urens
Cuphea urens är en fackelblomsväxtart som beskrevs av Emil Bernhard Koehne. Cuphea urens ingår i släktet blossblommor, och familjen fackelblomsväxter. Inga underarter finns listade i Catalogue of Life.